# Walter Zwirner
Walter Zwirner (geboren am 9. Juli 1899 in Berlin; gestorben am 4. September 1952) war ein deutscher Journalist und Widerstandskämpfer gegen den Nationalsozialismus.

## Leben
Seine Eltern waren jüdischer Herkunft. Seine Mutter Jenny Zwirner, geboren am 5. Oktober 1868 in Zülz, wurde am 9. Februar 1943 im KZ Theresienstadt ermordet.
Jenny Zwirner heiratete den am 18. Dezember 1859 geborenen Hutmacher und Kaufmann Hermann Hirschel Zwirner aus Boleslawice, Kreis Kempen in Neustadt / Prudnik. Sie lebten als Familie in der Bleibtreustraße und in der Niebuhrstraße in Berlin-Charlottenburg.
Hermann Hirschel Zwirner verstarb am 17. März 1913 in Berlin. Angemeldet wurde seine Beerdigung von seinem minderjährigen Sohn Martin Zwirner, ebenfalls Kaufmann, der bei seinen Eltern lebte. Die Beerdigung erfolgte auf dem Jüdischen Friedhof Weißensee im Feld D, Abt. II, Reihe 8, Grab-Nr. 42264. Der Sterbefall wurde beim Standesamt Charlottenburg 1 unter der Nummer 177 registriert. Als Hinterbliebene werden drei minderjährige Kinder angegeben, darunter sein Sohn Walter. Die erwachsenen Kinder immigrierten zwischen 1933 und 1940 nach Frankreich und Südafrika. Jenny Zwirner kam in das Jüdische Altersheim in Berlin und wurde mit sechzig weiteren Senioren am 17. August 1942 vom Bahnhof Berlin-Charlottenburg in das Ghetto und KZ Theresienstadt deportiert, wo sie am 9. Februar 1943 verstarb bzw. ermordet wurde. Nach Auskunft der Jüdische Stiftung Berlin werden zu ihrer Erinnerung an die Opfer des Holocaust Stolpersteine bzw. Gedenktafeln errichtet und so auch für seine Mutter.
Walter Zwirner besuchte die Volksschule in Berlin und eine kaufmännische Berufsschule, an der er eine kaufmännische Berufsausbildung als Bankangestellter absolvierte. Es folgte die Arbeit als Bankangestellter. Ab 1920 wurde er Gewerkschaftsmitglied und ab 1930 Mitglied der KPD. Ab 1933 begann seine politische Arbeit in der KPD in Berlin-Charlottenburg.
Ende 1933 emigrierte Zwirner nach Frankreich. Dort arbeitete er als Journalist und Übersetzer in einem Parteibetrieb der kommunistischen Partei Frankreichs. Aufgrund seiner journalistischen Arbeit mit der Übersetzung von Flugblättern und Berichten zur Aufklärung der Bevölkerung über die Gräueltaten Hitlers im Nationalsozialismus sowie der Kriegsereignisse des Zweiten Weltkriegs wurde er bereits 1939 interniert. Es folgten weitere Aktionen zur Befreiung des Nationalsozialismus an der sich Zwirner beteiligte, so dass er mehrfach interniert wurde. Ab Januar 1944 war er Angehöriger der französischen Maquis / Résistance und Mitglied einer Einheit im Elsaß sowie Mitglied der Bewegung Freies Deutschland. Seine politische Arbeit als Journalist und Widerstandskämpfer des Nationalsozialismus wird in dem historischen Buch Résistance – Erinnerungen deutscher Antifaschisten von Dora Schaul wiedergegeben, die an seiner Seite als Antifaschistin kämpfte.
Im Mai 1947 kehrte Zwirner nach Deutschland zurück, wo er ehrenamtlich als KPD-Funktionär in Ludwigshafen tätig war. Als Journalist arbeitete er im Verlag Neues Leben. Ab 1948 siedelte er in die damalige SBZ und trat 1948 der SED bei. Er arbeitete als Leiter des Sportverlages im Henschelverlag in Berlin und gab u. a. die Zeitung Deutsches Sportecho heraus.

## Privates
Walter Zwirner war mit Erna Zwirner verheiratet und lebte mit ihr sowie mit Tochter Karin Herrmann in Berlin-Pankow.
Ihre Enkeltochter Sabine Bock ist als Kommunalpolitikerin in der Bezirksverordnetenversammlung Treptow-Köpenick von Berlin aktiv und widmet sich der Aufarbeitung der Geschichte und der Erinnerung an die Opfer des Holocaust.